# デービッド・フィランダー
デービッド・フィランダー（David Philander、1987年1月4日 - ）は、ナミビアのラグビーユニオン選手。

## プロフィール
- ナミビア(当時は南アフリカ共和国)・ウィントフック出身[1]。
- ポジションはウィング(WTB)。
- 身長 175cm、体重 94kg
- ナミビア代表キャップは30（2025年5月現在）でラグビーワールドカップ2015のナミビア代表に選ばれた[2]。

## 略歴
2017年、ウェルウィッチアスに加入。